# Рапид-Сити Раш
«Рапид-Сити Раш» (англ. Rapid City Rush) — профессиональная хоккейная команда, выступающая в Горном дивизионе Западной конференции ECHL. Базируется в городе Рапид-Сити, штат Южная Дакота, США. Свои домашние игры проводит на стадионе «Зе Монумент», вмещающем 7500 зрителей. «Раш» аффилированы с командами НХЛ «Калгари Флэймз» и АХЛ «Калгари Рэнглерс».

## История
Команда была основана в 2008 году, и сначала выступала в Центральной хоккейной лиге (CHL). В своём втором сезоне «Раш» стали чемпионом CHL, обыграв в финале команду «Аллен Американс» со счётом 4-2 в серии.
Перед началом сезона 2014–15 было объявлено, что CHL прекращает свою деятельность, а «Рапид-Сити Раш», вместе с другими командами лиги «Аллен Американс», «Брэмптон Бист», «Куод-Сити Мэллардс», «Талса Ойлерз», «Миссури Маверикс» и «Уичито Тандер» получили разрешение на вступление в ECHL, с сезона 2014–15.

## Достижения
CHL
- Чемпион CHL (1): 2010;
- Победители конференции (1): 2010;
- Победители дивизиона (1): 2010–11;